# ワクテカ Take a chance
『ワクテカ Take a chance』（ワクテカ テカ チャンス）は、モーニング娘。の51枚目のシングル。2012年10月10日に発売された。

## 概要
前作から約3ヶ月ぶりのシングル。
センターは、鞘師里保。
メインボーカルは、道重さゆみ、田中れいな、譜久村聖、鞘師里保、石田亜佑美、佐藤優樹の6人。
衣装の色は、●黄緑、●ピンク、●オレンジの3色。
1年に4枚のシングルCDが発売されるのは、2009年以来、3年ぶり。
表題曲「ワクテカ Take a chance」は、2012年8月31日、モーニング娘。の公式YouTubeチャンネルで初披露。。同年9月14日、「モーニング娘。誕生15周年記念コンサートツアー2012秋～カラフルキャラクター～」公開ゲネプロの冒頭セレモニーで初披露。小田さくら加入発表前、つんく♂仮歌バージョンが会場に流れた。
楽曲のシングル盤は、「初回生産限定盤A」、「初回生産限定盤B」、「初回生産限定盤C」、「初回生産限定盤D」、「初回生産限定盤E」、「初回生産限定盤F」、「通常盤」の7形態で発売された。
「初回生産限定盤A」、「初回生産限定盤C」、「初回生産限定盤E」には、DVDが同梱。
「初回生産限定盤」には、イベント抽選シリアルナンバーカードが封入。
2012年9月14日加入の小田さくらは本楽曲シングルに参加していないが、同年10月16日に「小田さくら ver」が公開。この衣装は、小田のモーニング娘。加入の折に公開された衣装。
本楽曲から54枚目のシングル「わがまま 気のまま 愛のジョーク/愛の軍団」までのシングルA面表題曲は、オリジナル・アルバム未収録。『ワクテカ Take a chance』は、翌年発売のベスト・アルバム『The Best!〜Updated モーニング娘。〜』にボーカル新録バージョンが収録される。

## 衣装
歌唱メンバーの衣装の色分けは、以下の通りとなる。
| ●黄緑     | 道重さゆみ、譜久村聖、鞘師里保、飯窪春菜 |
| ●ピンク   | 田中れいな、鈴木香音、工藤遥             |
| ●オレンジ | 生田衣梨奈、石田亜佑美、佐藤優樹         |

## カウントダウン動画
前作『One・Two・Three/The 摩天楼ショー』に続き特設サイトが開設、
動画が順次公開された。以下、詳細。
- 2012年8月31日、「Dance Rehearsal ver」公開（#外部リンク参照）。この動画では、曲名を「ワクテカ テイク ア チャンス」と紹介している。
- 2012年9月5日、「Dummy Dance ver」公開[12]。ダンスの先生が各メンバー役を踊る振付映像。
- 2012年9月27日、「仮 ver」公開[13]。このバージョンでは石田亜佑美が左足首の怪我[14]のためダンスパートに不参加。
- 2012年10月4日、10人全員踊っている「Dance Shot ver」が公開（#外部リンク参照）。
- 2012年10月5日、「完成目前 ver」公開[15]。一部カット割りが正式版と異なり、画面アスペクトも正式版に比べ横幅が狭い画角。
- 2012年10月6日、「Music Video」が公開（#外部リンク参照）。

## アートワーク
| 初回生産限定盤A | 『ワクテカ Take a chance』歌唱メンバー全10名         |
| 初回生産限定盤B | 田中れいな、佐藤優樹、工藤遥                         |
| 初回生産限定盤C | 『ワクテカ Take a chance』歌唱メンバー全10名         |
| 初回生産限定盤D | 譜久村聖、石田亜佑美                                 |
| 初回生産限定盤E | 『ワクテカ Take a chance』歌唱メンバー全10名         |
| 初回生産限定盤F | 道重さゆみ、生田衣梨奈、鞘師里保、鈴木香音、飯窪春菜 |
| 通常盤          | 『ワクテカ Take a chance』歌唱メンバー全10名         |

## 規格品番

### 初回生産限定盤A
- CD：EPCE-5905
- DVD：EPCE-5906

### 初回生産限定盤B
- EPCE-5907

### 初回生産限定盤C
- CD：EPCE-5908
- DVD：EPCE-5909

### 初回生産限定盤D
- EPCE-5910

### 初回生産限定盤E
- CD：EPCE-5911
- DVD：EPCE-5912

### 初回生産限定盤F
- EPCE-5913

### 通常盤
- EPCE-5914

## チャート成績
| 日付・曜日     | 順位 | 枚数   |
| -------------- | ---- | ------ |
| 10月09日（火） | 3    | 54,047 |
| 10月10日（水） | 4    |        |
| 10月11日（木） | 4    |        |
| 10月12日（金） | 1    | 8,406  |
| 10月13日（土） | 5    |        |
| 10月14日（日） | 3    | 3,658  |
| 週間チャート   | 3    | 81,682 |

初日のオリコンのCDシングルデイリーランキングで3位を獲得。2012年10月12日付オリコンシングルデイリーランキングでは8,406枚の売り上げで1位を獲得。10月22日付のオリコン週間シングルランキングでは、81,682枚を売り上げ初登場3位となった。

## 収録曲
※ 全作詞・全作曲：つんく

### CD

#### 通常盤
1. ワクテカ Take a chance [4:39]
編曲：大久保薫
2. Loveイノベーション [4:33]
編曲：河野伸[16]
3. ワクテカ Take a chance ＜Instrumental＞ [4:40][17]

#### 初回生産限定盤A、初回生産限定盤B
1. ワクテカ Take a chance [4:39]
編曲：大久保薫
2. 普通の少女A [3:47]
編曲：平田祥一郎[16]
歌：田中れいな、佐藤優樹、工藤遥
3. ワクテカ Take a chance ＜Instrumental＞ [4:40][18]

#### 初回生産限定盤C、初回生産限定盤D
1. ワクテカ Take a chance [4:39]
編曲：大久保薫
2. 大好き100万点 [4:24]
編曲：高橋諭一[16]
歌：譜久村聖、石田亜佑美
3. ワクテカ Take a chance ＜Instrumental＞ [4:40][19]

#### 初回生産限定盤E、初回生産限定盤F
1. ワクテカ Take a chance [4:39]
編曲：大久保薫
2. 信念だけは貫き通せ! [3:57]
編曲：板垣祐介[16]
歌：道重さゆみ、生田衣梨奈、鞘師里保、鈴木香音、飯窪春菜
3. ワクテカ Take a chance ＜Instrumental＞ [4:40][20]

### DVD
初回生産限定盤A
1. ワクテカ Take a chance（Close-up Ver.）[21]

初回生産限定盤C
1. ワクテカ Take a chance（Upper Light Ver.）[22]

初回生産限定盤E
1. ワクテカ Take a chance（Close-up モーニング娘。 Ver.）[23]

## プロモーション
51枚目のリリースを記念して、個別握手会・チェキ会・予約握手会・即売握手会・ソロサイン入りポスター即売会が行われた。また、2012年10月10日には池袋のサンシャインシティ噴水広場にてイベントを行い、表題曲を含む3曲をパフォーマンスした。

## 参加メンバー
- 6期：道重さゆみ、田中れいな
- 9期：譜久村聖、生田衣梨奈、鞘師里保、鈴木香音
- 10期：飯窪春菜、石田亜佑美、佐藤優樹、工藤遥

## 参加ミュージシャン
- 大久保薫 - キーボード&プログラミング（1）
- 鎌田浩二 - ギター（1、初回E2、初回F2）
- 道重さゆみ - コーラス（1）
- 鞘師里保 - コーラス（1、初回E2、初回F2）
- つんく♂ - コーラス（1）
- 河野伸 - プログラミング（通常2）
- 竹中俊二 - ギター（通常2）
- CHINO - コーラス（通常2、初回A2、初回B2、初回C2、初回D2、初回E2、初回F2）
- 平田祥一郎 - プログラミング（初回A2、初回B2）
- 高橋諭一 - プログラミング（初回C2、初回D2）
- 板垣祐介 - プログラミング&ギター（初回E2、初回F2）

## 収録アルバム
- The Best!〜Updated モーニング娘。〜
- ベスト! モーニング娘。20th Anniversary